# Металлист (Донецкая область)
Металлист (укр. Металіст) — посёлок в Амвросиевском районе Донецкой области Украины. Находится под контролем самопровозглашённой Донецкой Народной Республики.

## География

#### Соседние населённые пункты по странам света
С: Григоровка, Бондаревское
СЗ: Многополье
СВ: Покровка (Амвросиевский район), Степано-Крынка, Новопетровское, Котовского, Родники
З: Червоносельское
В: Елизавето-Николаевка, Трепельное
ЮЗ:  Володарского, Зеркальное
ЮВ: Войковский
Ю: Кутейниково (примыкает)

## Население
Население по переписи 2001 года составляло 1298 человек.

## Общая информация
Почтовый индекс — 87323. Телефонный код — 6259. Код КОАТУУ — 1420685201.

## Местный совет
87323, Донецкая область, Амвросиевский район, пос. Металлист, ул. Молодёжная, д.6, тел. 54-5-83.